# Peru az 1988. évi nyári olimpiai játékokon
Peru a dél-koreai Szöulban megrendezett 1988. évi nyári olimpiai játékok egyik részt vevő nemzete volt. Az országot az olimpián 7 sportágban 21 sportoló képviselte, akik összesen 1 érmet szereztek.

## Érmesek
| Érem  | Versenyző | Sportág  | Versenyszám |
| ----- | --- | -------- | ----------- |
| Ezüst | Nemzeti válogatott Cenaida Uribe Rosa García Gaby Pérez Sonia Heredia Cecilia Tait Luisa Cervera Denise Fajardo Alejandra de la Guerra Gina Torrealva Natalia Málaga Miriam Gallardo Kathy Horny | Röplabda | Női         |

## Asztalitenisz
Női
| Versenyző    | Versenyszám | Csoportkör | Csoportkör | Nyolcaddöntő      | Negyeddöntő       | Elődöntő          | Döntő             | Helyezés |
| Versenyző    | Versenyszám | Ellenfél Eredmény | Hely.      | Ellenfél Eredmény | Ellenfél Eredmény | Ellenfél Eredmény | Ellenfél Eredmény | Helyezés |
| ------------ | ----------- | --- | ---------- | ----------------- | ----------------- | ----------------- | ----------------- | -------- |
| Mónica Liyau | Egyes       | E csoport · Hjon Dzsonghva (Hyeon Jeong-Hwa) (KOR) · 1:3 · Katja Nolten (FRG) · 2:3 · Hosino Mika (JPN) · 0:3 · Kuburat Owolabi (NGR) · 2:3 · Jasna Fazlić-Reed (YUG) · 0:3 | 6.         | kiesett           | kiesett           | kiesett           | kiesett           | 41.      |

## Atlétika
Férfi
| Versenyző        | Versenyszám | Selejtező                     | Selejtező | Döntő    | Döntő    |
| Versenyző        | Versenyszám | Eredmény                      | Helyezés  | Eredmény | Helyezés |
| ---------------- | ----------- | ----------------------------- | --------- | -------- | -------- |
| Ricardo Valiente | Távolugrás  | 692 cm                        | 32.       | kiesett  | kiesett  |
| Ricardo Valiente | Hármasugrás | 15,59 m (holtverseny) 15,54 m | 32.       | kiesett  | kiesett  |

## Birkózás
Kötöttfogású
| Versenyző          | Versenyszám | Vigaszágas kiesés                                                                                     | Vigaszágas kiesés | Helyosztók        | Helyosztók        | Bronz- mérkőzés   | Döntő             | Helyezés    |
| Versenyző          | Versenyszám | Vigaszágas kiesés                                                                                     | Vigaszágas kiesés | 7. helyért        | 5. helyért        | Bronz- mérkőzés   | Döntő             | Helyezés    |
| Versenyző          | Versenyszám | Ellenfél Eredmény                                                                                     | Hely.             | Ellenfél Eredmény | Ellenfél Eredmény | Ellenfél Eredmény | Ellenfél Eredmény | Helyezés    |
| ------------------ | ----------- | --- | ----------------- | ----------------- | ----------------- | ----------------- | ----------------- | ----------- |
| Edmundo Ichillumpa | 68 kg       | B csoport · Andy Seras (USA) · 0–16 · Muneir Al-Masri (JOR) · kétvállas · Petrică Cărare (ROU) · 0–19 | 9.                | kiesett           | kiesett           | kiesett           | kiesett           | helyezetlen |

Szabadfogású
| Versenyző          | Versenyszám | Vigaszágas kiesés                                                 | Vigaszágas kiesés | Helyosztók        | Helyosztók        | Bronz- mérkőzés   | Döntő             | Helyezés    |
| Versenyző          | Versenyszám | Vigaszágas kiesés                                                 | Vigaszágas kiesés | 7. helyért        | 5. helyért        | Bronz- mérkőzés   | Döntő             | Helyezés    |
| Versenyző          | Versenyszám | Ellenfél Eredmény                                                 | Hely.             | Ellenfél Eredmény | Ellenfél Eredmény | Ellenfél Eredmény | Ellenfél Eredmény | Helyezés    |
| ------------------ | ----------- | ----------------------------------------------------------------- | ----------------- | ----------------- | ----------------- | ----------------- | ----------------- | ----------- |
| Edmundo Ichillumpa | 68 kg       | A csoport · Amar Wattar (SYR) · 2–17 · Akaisi Kószei (JPN) · 0–15 | 12.               | kiesett           | kiesett           | kiesett           | kiesett           | helyezetlen |

## Röplabda

### Női
| Perui női röplabdacsapat-játékoskeret                                                     | Perui női röplabdacsapat-játékoskeret                                                                       |
| ----------------------------------------------------------------------------------------- | --- |
| - Cenaida Uribe - Rosa García - Gaby Pérez - Sonia Heredia - Cecilia Tait - Luisa Cervera | - Denise Fajardo - Alejandra de la Guerra - Gina Torrealva - Natalia Málaga - Miriam Gallardo - Kathy Horny |

#### Eredmények
Csoportkör
B csoport
|                        |      | Mérkőzések | Mérkőzések | Szettek | Szettek | Szettek | Pontok | Pontok | Pontok |
| Csapat                 | Pont | Gy         | V          | Sz+     | Sz–     | SzA     | P+     | P–     | PA     |
| ---------------------- | ---- | ---------- | ---------- | ------- | ------- | ------- | ------ | ------ | ------ |
| Peru (PER)             | 6    | 3          | 0          | 9       | 4       | 2,250   | 177    | 142    | 1,246  |
| Kína (CHN)             | 5    | 2          | 1          | 8       | 4       | 2,000   | 161    | 132    | 1,220  |
| Egyesült Államok (USA) | 4    | 1          | 2          | 5       | 8       | 0,625   | 140    | 167    | 0,838  |
| Brazília (BRA)         | 3    | 0          | 3          | 3       | 9       | 0,333   | 126    | 163    | 0,773  |

| 1988. szeptember 20. | Peru (PER)           | 3–0 | Brazília (BRA) |  |
| 1988. szeptember 20. | (15–11, 15–11, 15–3) |     |                |  |

| 1988. szeptember 23. | Kína (CHN)                         | 2–3 | Peru (PER) |  |
| 1988. szeptember 23. | (15–13, 13–15, 15–7, 12–15, 14–16) |     |            |  |

| 1988. szeptember 25. | Peru (PER)                      | 3–2 | Egyesült Államok (USA) |  |
| 1988. szeptember 25. | (12–15, 9–15, 15–4, 15–5, 15–9) |     |                        |  |

Elődöntő
| 1988. szeptember 27. 9:45 | Japán (JPN)                      | 2–3 | Peru (PER) |  |
| 1988. szeptember 27. 9:45 | (9–15, 6–15, 15–6, 15–10, 13–15) |     |            |  |

Döntő
| 1988. szeptember 29. 20:30 | Szovjetunió (URS)                  | 3–2 | Peru (PER) |  |
| 1988. szeptember 29. 20:30 | (10–15, 12–15, 15–13, 15–7, 17–15) |     |            |  |

| Csapat     | Helyezés |
| ---------- | -------- |
| Peru (PER) |          |

## Sportlövészet
Férfi
| Versenyző   | Versenyszám    | Selejtező | Selejtező | Döntő   | Döntő    |
| Versenyző   | Versenyszám    | Pont      | Helyezés  | Pont    | Helyezés |
| ----------- | -------------- | --------- | --------- | ------- | -------- |
| Carlos Hora | Légpisztoly    | 565       | 40.       | kiesett | kiesett  |
| Carlos Hora | Szabadpisztoly | 540       | 39.       | kiesett | kiesett  |

Nyílt
| Versenyző            | Versenyszám | Selejtező | Selejtező | Döntő   | Döntő    |
| Versenyző            | Versenyszám | Pont      | Helyezés  | Pont    | Helyezés |
| -------------------- | ----------- | --------- | --------- | ------- | -------- |
| Francisco Boza       | Trap        | 195       | 3.        | 219     | 4.       |
| Juan Jorge Giha, Jr. | Skeet       | 144       | 27.       | kiesett | kiesett  |

## Súlyemelés
| Versenyző           | Versenyszám | Szakítás | Szakítás | Lökés    | Lökés    | Összesen | Helyezés |
| Versenyző           | Versenyszám | Eredmény | Helyezés | Eredmény | Helyezés | Összesen | Helyezés |
| ------------------- | ----------- | -------- | -------- | -------- | -------- | -------- | -------- |
| Rolando Marchinares | +110 kg     | 142,5    | 13.      | 182,5    | 15.      | 325,0    | 15.      |

## Úszás
Férfi
| Versenyző          | Versenyszám | Előfutam | Előfutam | Előfutam | Döntő   | Döntő   | Döntő   | Helyezés |
| Versenyző          | Versenyszám | Idő      | Hely.    | Össz.    | Típus   | Idő     | Hely.   | Helyezés |
| ------------------ | ----------- | -------- | -------- | -------- | ------- | ------- | ------- | -------- |
| Alejandro Alvizuri | 100 m hát   | 58,37    | 3.       | 26.      | kiesett | kiesett | kiesett | kiesett  |
| Alejandro Alvizuri | 200 m hát   | 2:04,29  | 2.       | 19.      | kiesett | kiesett | kiesett | kiesett  |

Női
| Versenyző     | Versenyszám | Előfutam | Előfutam | Előfutam | Döntő   | Döntő   | Döntő   | Helyezés |
| Versenyző     | Versenyszám | Idő      | Hely.    | Össz.    | Típus   | Idő     | Hely.   | Helyezés |
| ------------- | ----------- | -------- | -------- | -------- | ------- | ------- | ------- | -------- |
| Karen Horning | 100 m mell  | 1:14,03  | 1.       | 28.      | kiesett | kiesett | kiesett | kiesett  |
| Karen Horning | 200 m mell  | 2:37,84  | 1.       | 24.      | kiesett | kiesett | kiesett | kiesett  |